# ІТ-1
ІТ-1 (рос. ИТ-1 від «истребитель танков» — «винищувач танків»; індекс ГБТУ: «Об'єкт 150») — радянський ракетний танк, який було прийнято на озброєння у 1968 році. Перший та єдиний прийнятим на озброєння «чистим» ракетним танком, тобто ракети є основною зброєю танка. ІТ-1 побудовано на базі середнього танку «Об'єкт 140». ІТ-1 стріляв спеціально спроектованими протитанковими ракетами 3М7 Дракон з змонтованої на башті установки. Був прийнятий на озброєння в 1968 році, знятий з озброєння в 1970 році. Головним конструктором ІТ-1 є Леонід Карцев.

## Історія розробки
Ракетний танк «Об'єкт 150» почав проектуватися в КБ УВЗ з 1957 року на базі вузлів і агрегатів танка Т-62. ОКБ-16, кероване А. Е. Нудельманом, вело розробку ракетного озброєння. А. А. Расплетін, керівник КБ-1 Держкомітету радіоелектронної промисловості, був запрошений як консультант з системи управління. Надалі цьому колективу спільно з ЦКБ-14 доручили роботу по створенню всього комплексу. Ескізний проект ракетного танка підготував завод № 183 в 1958 році спочатку на базі танка Т-54, але потім проект скоригували, прийнявши як базу танк Т-62. У квітні 1964 року були проведені тести, в яких випробували два прототипи ІТ-1. До кінця 1964 року було зроблено 94 тестових постріли ракетами «Дракон». Етап проектування був закінчений в 1965 році.

## Опис

### Екіпаж
Екіпаж ІТ-1 складали три людини: механік-водій, оператор-стрілець і командир танка. Сам танк мав зварений корпус, запозичений у серійного танка Т-62.

### Озброєння
Башта — лита, напівсферичної плескатої форми, з висувною установкою комплексу ракетного керованого озброєння 2К4 «Дракон» і механізмом заряджання, в якому містилося 12 керованих ракет ЗМ7. Ще три ракети розташовувалися в немеханізованій боєукладці. Як допоміжне озброєння на ІТ-1 встановлювався 7,62 мм кулемет ПКТ з боєкомплектом 2000 патронів. Башта мала електричний і ручний механізми повороту.
У комплекс ракетного керованого озброєння входили протитанкові керовані ракети, система заряджання і пуску, денний і нічний приціли, стабілізатор 2ЕЗ, станції наведення і управління. Управління ракетою - радіокомандне, напівавтоматичне, на будь-якій комбінації з семи частот і двох кодів, що дозволяло одночасно вести стрільбу з декількох винищувачів танків. Ефективність ураження цілі: з першого-другого пострілу.
Заряджання пускової установки автоматичне. Автоматика приводилася в дію натисканням кнопки на денному прицілі. Люлька пускового пристрою з полем зору денного і нічного прицілів, антеною, кулеметом ПКТ і освітлювачем нічного прицілу стабілізувалася у вертикальній площині, а башта- в горизонтальній.
Перед пуском ракети визначалася дальність до цілі і ця характеристика вводилася в приціл. Оператор, утримуючи перехрестя на цілі, натискав кнопку пуску. Напрямок сходу ракети відрізнявся від лінії прицілювання у вертикальній площині на 3°20', в горизонтальній — з урахуванням швидкості вітру. Після сходу ракети ПУ автоматично прибиралася всередину башти. Одночасно знімалося випередження, яке враховувало вітер, і башта поверталася в напрямку цілі. У момент пуску перед вхідним вікном прицілу автоматично протягом 1,5 сек встановлювалася повітряна завіса (під час випробувань в 1965 році, коли ракета стала сходити з пускової установки, гази з її сопел підняли з носа корпусу танка сніг, який запорошив вхідне вікно прицілу, в результаті чого управління ракетою стало неможливим). Перші 0,5 сек ракета летіла некерованою. За цей час бічна складова вітру (через парусність оперення ракети) і сила тяжіння ракети виводили її на лінію прицілювання. З цього моменту координати ракети визначалися автоматично, вироблялися зашифровані радіокоманди і випромінювалися в напрямку ракети, на якій вони приймалися, розшифровували і подавалися на рулі повороту. Визначення координат положення ракети щодо лінії прицілювання проводилося за допомогою світлової плями від трасера, який проектувався з оптичної системі прицілу на фотокатоди, що викликало появу електричних імпульсів, необхідних для вироблення радіокоманд в системі управління ракетою.
Через 25,5 сек після сходу ракети система поверталася в початкове положення і можна було зробити чергові заряджання і пуск. Дальність стрільби вдень коливалася в межах від 300 до 3300 м, вночі — від 400 до 600 м. Бронепробиття під кутом 60° становило 250 мм.
Бойова вага танка становила 34,5 тонни.

## Служба
На озброєнні Радянської Армії ІТ-1 стояв три роки. За задумом військових, окремими батальйонами винищувачів танків повинні були комплектуватися мотострілецькі дивізії, що розгортаються на танконебезпечних напрямках. Було сформовано всього два таких батальйони: один — в Білоруському, а інший — в Прикарпатському військових округах. В процесі випробувань і експлуатації ракетний комплекс показав високу надійність — до 96,7%. Однак його конструктивні недоліки: великі габарити і маса, застаріла елементна база, велика мертва зона, відсутність гармати на танку тощо послужили причиною зняття ІТ-1 з озброєння. У бойових діях ці машини не брали участь і на експорт не поставлялися.